# Pettyes dajkacápa
A pettyes dajkacápa (Orectolobus maculatus) a porcos halak (Chondrichthyes) osztályának és a rablócápa-alakúak (Orectolobiformes) rendjébe és a dajkacápafélék (Orectolobidae) családjába tartozó faj.

## Előfordulása
Az Indiai-óceán keleti részén, Ausztrália vizeiben honos, maximum 110 méteres mélységig. Sziklazátonyok és homokos partok lakója.

## Megjelenése
Átlagosan 1,5–1,8 méter, de elérheti 3,2 méteres méretet is. Nehéz észrevenni, mert színe beleolvad a környezetébe, angol neve szőnyegcápa. Magyar nevét azért kapta mert sárgásbarna bőrén sok kék vagy sárga pötty van. Szeme sárgásbarna mint a teste.
|  |

## Életmódja
Leginkább csigákkal, kagylókkal és más apró puhatestűekkel táplálkozik, de megeszi a polipokat, tarisznyarákokat és a kisebb halakat is. A többi dajkacápával ellentétben ez a faj jól lát. Látását a sok tapogató segíti amelyek a feje elején vannak. A pettyes dajkacápa ártalmatlan cápafaj.

## Szaporodása
Elevenszülő, az ivadékok az anyában fejlődnek ki és születésük után már önellátóak.